# Туркијске племенске конфедерације
Туркијске племенске конфедерације. Турски израз огуз или огур (на з- и р-турском) је историјски израз за „војну дивизију, клан или племе“ међу турским народима. Са монголским инвазијама 1206–21, туркијски каганати су замењени монголским или хибридним туркијско-монголским конфедерацијама, где је одговарајућа војна дивизија постала позната као хорда.

## Позадина
Стела Кул Тигин из 8. века има најранији пример термина у старотурској епиграфији: Токуз Огхуз, „девет племена“.
Касније се ова реч често појављује за две углавном одвојене групе туркијских сеоба у раном средњем веку:
- Оногури („десет племена”)
- Утигури
- Кутригури
- Ујгури
- Сарагури

Основа ук-, ок- "род, племе" је из прототурског *ук. Старотуркијскаска реч се често повезивала са ок „стрела“; Похл (2002) у објашњењу ове везе наводи кинеску Т'анг-сху хронику, која извештава: „кан је поделио своје царство на десет племена. вођа сваког племена, послао је стрелу. Име [ових десет вођа] је било 'десет она', али су се звали и 'десет стрела'." Огуз (огур) је био огуз (огур) по пореклу војна подела номадског царства, која је добила племенске или етничке конотације, процесима етногенезе.